# Bethesda Game Studios
Bethesda Game Studios – amerykańskie przedsiębiorstwo zajmujące się produkcją gier komputerowych. Główna siedziba znajduje się w stanie Maryland. W 2015 roku otworzono drugie studio Bethesda Game Studios Montreal, a w 2018 Bethesda Game Studios Austin. W 2015 roku studio zostało nominowane przez The Game Awards do nagrody producent roku.

## Gry
Poniższa lista nie zawiera reedycji i dodatków DLC:
- The Elder Scrolls III: Morrowind (2002)
- IHRA Professional Drag Racing 2005 (2004)
- The Elder Scrolls IV: Oblivion (2006)
- Fallout 3 (2008)
- The Elder Scrolls V: Skyrim (2011)
- Fallout Shelter (2015)
- Fallout 4 (2015)
- Fallout 76 (2018)
- The Elder Scrolls: Blades (2020)
- Starfield (2023)
- The Elder Scrolls VI (w produkcji)